# Guido Kopp
Guido Kopp (Rheydt, 23 februari 1966 – 1 juni 2019) was een Duitse voetballer.
Hij was bij de beloftes van Borussia Mönchengladbach jeugdinternational en gold als een talentvolle aanvaller. Op 18-jarige leeftijd werd hij uitgeleend aan FC VVV, nadat trainer Sef Vergoossen bij Borussia aanklopte voor een opvolger van de naar Alemannia Aachen vertrokken Andreas Brandts. Op 18 augustus 1984 maakte hij zijn competitiedebuut bij de eerstedivisionist in een met 6-0 gewonnen thuiswedstrijd tegen RBC. De kleine, maar gespierde centrumspits promoveerde in 1985 met de Venlose club naar de eredivisie en kreeg een contract voor één jaar. Vervolgens maakte Kopp via SV Baesweiler 09 uit de Oberliga Nordrhein, destijds het vierde niveau in Duitsland, zijn comeback bij Borussia en speelde in het seizoen 1988-1989 nog twee competitiewedstrijden voor de Fohlen. Hierna kwam zijn profloopbaan tot een einde en Kopp speelde nadien achtereenvolgens nog voor de amateurclubs 1. FC Viersen, Preussen Krefeld en SC Jülich. Na afloop van zijn spelersloopbaan was hij nog werkzaam als trainer bij VfB Korschenbroich en SV Uedesheim. Hij overleed op 53-jarige leeftijd aan een hartinfarct.

## Profstatistieken
| Seizoen         | Club                     | Competitie      | Competitie | Competitie | Beker | Beker | Overige | Overige | Totaal | Totaal |
| Seizoen         | Club                     | Competitie      | Wed.       | Dlp.       | Wed.  | Dlp.  | Wed.    | Dlp.    | Wed.   | Dlp.   |
| --------------- | ------------------------ | --------------- | ---------- | ---------- | ----- | ----- | ------- | ------- | ------ | ------ |
| 1984/85         | FC VVV                   | Eerste divisie  | 13         | 3          | 1     | 0     | —       | —       | 14     | 3      |
| 1985/86         | VVV                      | Eredivisie      | 4          | 1          | 1     | 0     | —       | —       | 5      | 1      |
| 1988/89         | Borussia Mönchengladbach | Bundesliga      | 2          | 0          | 0     | 0     | —       | —       | 2      | 0      |
| Carrière totaal | Carrière totaal          | Carrière totaal | 19         | 4          | 2     | 0     | 0       | 0       | 21     | 4      |